# Čchang-an

Schéma tchangského Čchang-anu

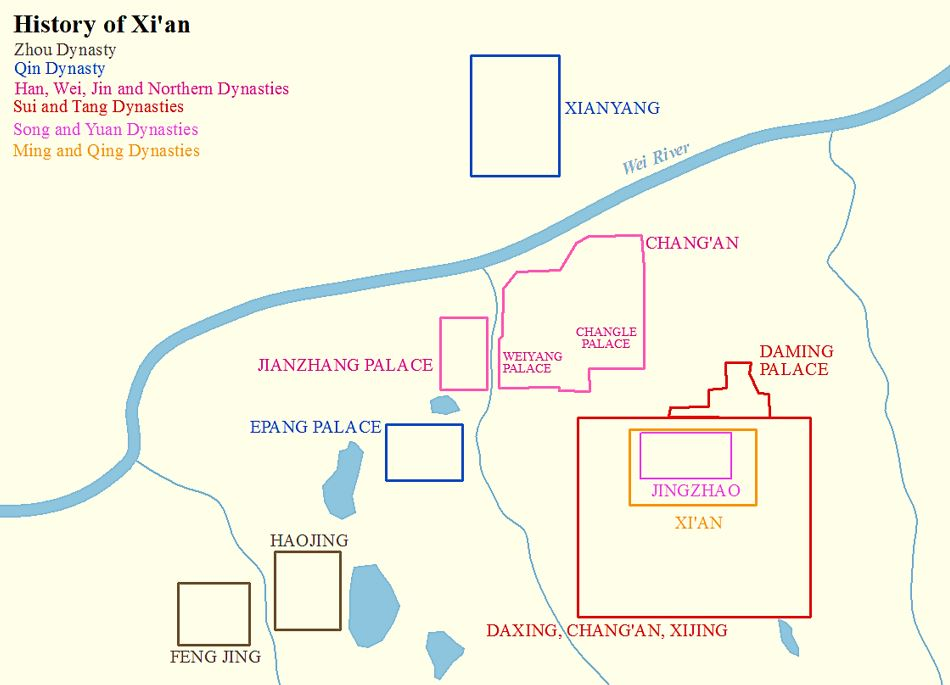
Historická města na území dnešního Si-anu

Čchang-an (čínsky pchin-jinem Cháng'ān, znaky zjednodušené 长安, tradiční 長安; česky Věčný mír) bylo hlavní město řady států čínské historie rozkládající se v severní Číně v údolí řeky Wej na místě dnešního Si-anu, metropole provincie Šen-si.
Údolí řeky Wej bylo osídlené od neolitických dob. Strategicky výhodná poloha oblasti dnešního Si-anu byla rozpoznána velmi záhy a v 11. – 8. století př. n. l. zde leželo město Feng-chao, metropole čouského státu. Na opačném, severním břehu řeky postavili své hlavní město Sien-jang panovníci státu Čchin.
Po rozpadu čchinské říše v občanské válce a opětovném sjednocení Číny v říši Chan vzniklo koncem 3. století př. n. l. na jižním břehu řeky Wej, severozpadně od centra dnešního Si-anu, nové hlavní město pojmenované Čchang-an, Věčný mír, o rozloze 36 km². Během krátkodobé dynastie Sin (9–23 n. l.) bylo město přejmenováno na Čchang-an (čínsky pchin-jinem Cháng'ān, znaky 常安; česky Stálý mír). Po obnovení chanského státu roli hlavního města převzal východněji položený Luo-jang. Císařové a králové se do značně zmenšeného Čchang-anu načas vrátili během 4. století, když bylo metropolí některých ze Šestnácti států. Ve 30. letech 6. století se v něm úsídlili císařové říše Západní Wej a zůstalo metropolí i v říších Severní Čou a od začátku 80. let 6. století Suej, v níž dostalo nové jméno, Ta-sing, Velký rozkvět. Po rozpadu suejského státu a jeho nahrazení říší Tchang se město vrátilo je starému názvu Čchang-an a zažilo období velkého rozkvětu. Patřilo mezi největší města světa, počet jeho obyvatel je odhadován na 800 000 až 1 000 000; prefektura Ťing-čao (město Čchang-an včetně předměstí a příměstských okresů) měla ve sčítání lidu roku 639 923 320 obyvatel v 207 650 domácnostech, ve sčítání roku 750 pak 1 960 188 obyvatel v 362 921 domácnostech a kolem roku 813 241 202 domácností.
Od 10. století na místě tchangského Čchang-anu existovala mnohem menší města pouze regionálního významu, sungské a jüanské Ťing-čao a mingský a čchingský Si-an.